# 나는 나를 해고하지 않는다
《나는 나를 해고하지 않는다》는 2021년에 개봉한 대한민국의 영화이다.

## 캐스팅
- 유다인 : 정은 역
- 오정세 : 서충식 역
- 김상규 : 소장 역
- 김도균 : 형석 역
- 박지홍 : 승우 역
- 원태희 : 인사팀장 역
- 이주원 : 평가관 역
- 최자혜 : 혜숙 역
- 강지구 : 지방노동위원회 사무관 역
- 김성미 : 정신과 의사 역
- 안용준 : 김민혁 대리 역
- 강준석 : 인사팀원 역
- 김규리 : 막내 첫째 딸 역
- 이예성 : 막내 둘째 딸 역
- 조시연 : 막내 셋째 딸 역
- 강경미 : 횟집 포차주인 역
- 조민주 : 선영 (사진) 역
- 박상훈 : 편의점 알바생 역
- 이종대 : 택시기사 / 장례식장 의사 / 장례식장 관리실장 역
- 강민서 : 마담 역
- 박수빈 : 선영, 접객실 직원 (목소리) 역

## 같이 보기
- 2021년 대한민국의 영화 목록